# 오가사와라 다다토모
오가사와라 다다토모(小笠原忠知)는 오가사와라 가 다다토모 계 초대 당주이다. 분고 기쓰키번주, 미카와 요시다 번 초대 번주를 지냈다.
1599년 시나노 마쓰모토 번주 오가사와라 히데마사의 삼남으로 태어났다.
|  | 기쓰키번 번주 (오가사와라 가) 1632년 ~ 1645년 | 후임 마쓰다이라 히데치카 |

| 전임 미즈노 다다요시 | 제1대 미카와 요시다 번 번주 (오가사와라 가) 1645년 ~ 1663년 | 후임 오가사와라 나가노리 |